# Circuito de Argel
El Circuito de Argel (oficialmente: Circuit d'Alger; también llamada en francés: Grande boucle d’Alger) fue una carrera ciclista profesional por etapas que se disputa en Argel (capital de Argelia) y sus alrededores, uno o dos días después de la finalización del Tour de Argelia, aunque desde 2014 pasó a ser la primera de las pruebas argelinas que se disputan en marzo (misma fecha que en 2014 tuvo el Critérium Internacional de Argel).
Se comenzó a disputar en 2011 formando parte del UCI Africa Tour, dentro de la categoría 1.2 (última categoría del profesionalismo).
La primera edición, ganada por el argelino Azzedine Lagab se disputó por un trazado de 74 km con inicio y final en la plaza 1º de mayo de Argel. En la segunda se aumentó el kilometraje hasta poco más de los 100 km y fue ganada por el griego Ioannis Tamouridis.

## Palmarés
| Año  | Ganador             | Segundo                  | Tercero           |
| ---- | ------------------- | ------------------------ | ----------------- |
| 2011 | Azzedine Lagab      | Adil Jelloul             | Redouane Chabaane |
| 2012 | Ioannis Tamouridis  | Aron Debretsion          | Ismail Ayoune     |
| 2013 | Martin Pedersen     | Azzedine Lagab           | Dale Appleby      |
| 2014 | Azzedine Lagab      | Ting Hon Yeung           | Miyataka Shimizu  |
| 2015 | Hichem Chaabane     | Salah Eddine Mraouni     | Mekseb Debesay    |
| 2016 | Jesús Alberto Rubio | Abderrahmane Bechlagheme | Luca Wackermann   |

## Palmarés por países
| País      | Victorias |
| --------- | --------- |
| Argelia   | 3         |
| Grecia    | 1         |
| Dinamarca | 1         |
| España    | 1         |